# ФК Металац Горњи Милановац
ФК Металац је фудбалски клуб из Горњег Милановца, Србија. Тренутно се такмичи у Српској лиги Запад, трећем такмичарском нивоу српског фудбала.
Клуб је основан 1961. године као ФК Радник, док од 1965. носи име ФК Металац. Домаће утакмице игра на стадиону ФК Металац, који има капацитет од 4.600 седећих места. Боје клуба су плава и бела.

## Историја клуба
Поред ФК Таково, једног од најстаријих фудбалских клубова у земљи, на иницијативу Синдикалних подружница металне индустрије Металац и грађевинског предузећа Градитељ, 12. јуна 1961. године основан је нови Фудбалски клуб под именом Радник, који је на иницијативу директора фабрике „Металац“, Милана Мишовића, после завршетка сезоне 1964/65. променио име у ФК Металац.
Први од већих успеха клуб је остварио 1974. године, када се после победе од 4:0 над Рударом из Костолца у финалној утакмици купа Србије пласирао у шеснаестину финала Купа Југославије, где је ипак поражен са 2:1 у Травнику у сусрету са Борцем.
Клуб се после 48 година постојања први пут у историју клуба пласирао у елитни ранг српског фудбала након што је као петопласирана екипа Прве лиге Телеком Србије у сезони 2008/09. директно промовисан у Суперлигу. У првој сезони у Суперлиги клуб је забележио најбољи резултат у својој историји, заузевши 9. место, док је у Купу Србије стигао до осмине финала. Металац је сезону 2010/11. завршио на 14. месту, једну позицију изнад зоне испадања. Ипак већ наредне сезоне 2011/12. клуб је завршио на последњем 16. месту Суперлиге и након три сезоне у првом рангу испао у нижи ранг.

## Стадион
Металац је објавио да ће крајем августа 2009. године почети са градњом новог стадиона, који ће имати капацитет од 4000 места и имаће све услове за играње утакмица под покровитељством УЕФА. Према најавама званичника из клуба почетак градње стадиона је касније померен за април 2011. године, али је ипак опет померен.
Коначно 9. септембра 2011. представници републичке Дирекције за имовину, општине, компаније Металац и клуба потписали су уговор о изградњи новог стадиона Металца. Изградња је почела 4. октобра 2011, а прва фаза (терен и трибине) је требало да буде завршена до јуна 2012, док су за другу фазу били (рок је била сезона 2013/14) предвиђени рефлектори и пратећи садржаји. Процењена вредност изградње стадиона је око 3 милиона евра, компанија Металац је учествовала са 85%, а клуб са 15% у изградњи стадиона. Поред првобитно планиране источне и западне трибине, урађена је и северна трибина, па је укупан капацитет стадиона 4.600 седећих места, 4.400 на трибинама и 200 у ложи.
Стадион је завршен крајем августа 2012, а прва утакмица је одиграна 1. септембра 2012, када је пред око 3.000 гледалаца Металац победио са 3:1 Младост из Лучана у оквиру четвртог кола Прве лиге Србије.
Металац је у сезони 2009/10. све своје утакмице, као домаћин, играо на стадиону Чика Дача у Крагујевцу, јер стадион СД Таково у Горњем Милановцу на којем је Металац до сада играо није испуњавао услове за прволигашке мечеве. У сезони 2010/11. клуб је такође играо на Чика Дачи, али се при крају сезоне преселио на Стадион Борца у Чачку, због одређених дуговања Металца према Спортском центру „Младост“ из Крагујевца, које управља стадионом Чика Дача. Сезону 2011/12. провео је на стадиону Младост у Лучанима.

## Новији резултати
| Сезона   | Ранг | Лига              | Позиција | ИГ | Д  | Н  | П  | ГД | ГП | ГР  | Бод     | Куп                  |
| -------- | ---- | ----------------- | -------- | -- | -- | -- | -- | -- | -- | --- | ------- | -------------------- |
| 2006/07. | 3    | Српска лига Запад | 1.       | 34 | 21 | 10 | 3  | 45 | 17 | +28 | 73      | Није се квалификовао |
| 2007/08. | 2    | Прва лига Србије  | 6.       | 34 | 13 | 10 | 11 | 33 | 26 | +7  | 49      | Није се квалификовао |
| 2008/09. | 2    | Прва лига Србије  | 5.       | 34 | 15 | 10 | 9  | 49 | 34 | +15 | 55      | Шеснаестина финала   |
| 2009/10. | 1    | Суперлига Србије  | 9.       | 30 | 10 | 5  | 15 | 24 | 39 | -15 | 35      | Осмина финала        |
| 2010/11. | 1    | Суперлига Србије  | 14.      | 30 | 8  | 5  | 17 | 21 | 38 | -17 | 29      | Осмина финала        |
| 2011/12. | 1    | Суперлига Србије  | 16.      | 30 | 2  | 9  | 19 | 14 | 48 | -34 | 15      | Осмина финала        |
| 2012/13. | 2    | Прва лига Србије  | 5.       | 34 | 17 | 5  | 12 | 48 | 32 | +16 | 56      | Осмина финала        |
| 2013/14. | 2    | Прва лига Србије  | 3.       | 30 | 15 | 7  | 8  | 34 | 14 | +20 | 52      | Шеснаестина финала   |
| 2014/15. | 2    | Прва лига Србије  | 3.       | 30 | 16 | 7  | 7  | 43 | 29 | +14 | 55      | Осмина финала        |
| 2015/16. | 1    | Суперлига Србије  | 11.      | 37 | 10 | 15 | 12 | 41 | 48 | -7  | 28 (45) | Шеснаестина финала   |
| 2016/17. | 1    | Суперлига Србије  | 15.      | 37 | 8  | 10 | 19 | 27 | 43 | -16 | 21 (34) | Шеснаестина финала   |
| 2017/18. | 2    | Прва лига Србије  | 3.       | 30 | 17 | 6  | 7  | 43 | 21 | +22 | 57      | Шеснаестина финала   |
| 2018/19. | 2    | Прва лига Србије  | 5.       | 37 | 15 | 12 | 10 | 51 | 35 | +15 | 33 (57) | Шеснаестина финала   |
| 2019/20. | 2    | Прва лига Србије  | 4.       | 30 | 16 | 5  | 9  | 41 | 34 | +7  | 53      | Шеснаестина финала   |
| 2020/21. | 1    | Суперлига Србије  | 9.       | 38 | 13 | 13 | 12 | 48 | 53 | -5  | 52      | Осмина финала        |
| 2021/22. | 1    | Суперлига Србије  | 15.      | 37 | 8  | 9  | 20 | 42 | 65 | -23 | 33      | Четвртфинале         |
| 2022/23. | 2    | Прва лига Србије  | 12.      | 37 | 12 | 12 | 13 | 42 | 42 | 0   | 48      | Осмина финала        |
| 2023/24. | 2    | Прва лига Србије  | 13.      | 37 | 11 | 12 | 14 | 32 | 38 | -6  | 45      | Шеснаестина финала   |
| 2024/25. | 3    | Српска лига Запад | 2.       | 30 | 14 | 8  | 8  | 30 | 22 | +8  | 50      | Претколо             |
| 2025/26. | 3    | Српска лига Запад | —        | —  | —  | —  | —  | —  | —  | —   | —       | —                    |

## Истакнути бивши играчи
- Бетолигар Мисдонгард
- Никола Карчев
- Јанко Симовић
- Марко Мирић
- Стефан Митровић